# Ivan den Grusommes død
Ivan den Grusommes død (russisk: Смерть Иоанна Грозного, translit.: Smert Ioanna Groznogo) er en russisk stumfilm fra 1909 instrueret af Vasilij Gontjarov. Filmen er baseret på et skuespil af samme navn skrevet af Aleksej Tolstoj.
Ifølge Yakov Protazanovs erindringer havde den italienske kameramand Antonio Serrano ingen forudgåelnde erfaring med filmoptagelse. Han anvendte britisk kamaraer, der angav afstande i fod, men han målte afstande i meter. Som resultat heraf var filmens optagelse ude af fokus. Optagelserne fandt sted om sommeren, men filmen blev fremkaldt i efteråret, så da fejlen blev opdaget, var det umuligt at rette den.
Skuespilleren A. Slavin, der spillede riollen som Ivan den Grusomme, var tyk, hvorfor filmen blev kritiseret, da Ivan den Grusomme for kendt for sin askese.

## Medvirkende
- A. Slavin som Ivan
- Jelizaveta Uvarova
- S. Tarasov som Boris Godunov
- Nikolaj Vekov som Nagoj
- Jakov Protazanov som Garaburda